# Mischa Kamp
Mischa Kamp (Rotterdam, 7 augustus 1970) is een Nederlandse filmregisseur. Kamp is bij het grote publiek vooral bekend van het regisseren van de films als Het paard van Sinterklaas, Jongens, Kapsalon Romy, Tony 10 en Sing Song.

## Filmografie
- 2019 Kapsalon Romy
- 2017 Sing Song
- 2014 Jongens
- 2012 Van God Los (aflevering: Bitch Fight)
- 2012 Tony 10
- 2010 LelleBelle
- 2008 Vanwege de Vis
- 2008 De fuik
- 2007 Waar is het paard van Sinterklaas?
- 2007 Adriaan
- 2006 Naked
- 2006 Bloot: Seks
- 2005 Het paard van Sinterklaas
- 2004 Zwijnen
- 2002 De sluikrups
- 1996 Mijn moeder heeft ook een pistool
- 1996 Waskracht!